# Marek Przeniosło
Marek Przeniosło (ur. 10 sierpnia 1962 we Włoszczowie) – polski historyk, profesor nauk humanistycznych, profesor zwyczajny Uniwersytetu Jana Kochanowskiego w Kielcach, prorektor tej uczelni w kadencjach 2012–2016 i 2016–2020.

## Życiorys
Absolwent I Liceum Ogólnokształcącego im. gen. Władysława Sikorskiego we Włoszczowie (1981). W 1986 ukończył studia z zakresu historii w Wyższej Szkole Pedagogicznej im. Jana Kochanowskiego w Kielcach. Doktoryzował się w 1993 na uczelni macierzystej na podstawie pracy pt. Radykalna lewica w województwie kieleckim w latach 1918–1926, której promotorem był prof. Józef Ławnik. Stopień naukowy doktora habilitowanego uzyskał w 2004 na Akademii Świętokrzyskiej im. Jana Kochanowskiego w Kielcach w oparciu o rozprawę zatytułowaną Chłopi Królestwa Polskiego w latach 1914–1918. Tytuł naukowy profesora  nauk humanistycznych otrzymał 23 lutego 2011.
W 1986 został zatrudniony na stanowisku asystenta w Wyższej Szkole Pedagogicznej im. Jana Kochanowskiego w Kielcach, przekształconej następnie w Akademię Świętokrzyską i Uniwersytet Jana Kochanowskiego. Na uczelni tej doszedł do stanowiska profesora zwyczajnego. W 2006 został kierownikiem Zakładu Historii Polski i Powszechnej 1918–1945 w Instytucie Historii na Wydziale Humanistycznym. W 2012 został wybrany na prorektora UJK na kadencję 2012–2016, w 2016 uzyskał reelekcję na kadencję 2016–2020.
Przez dwie kadencje kierował oddziałem kieleckim Polskiego Towarzystwa Historycznego. Został członkiem Komitetu Nauk Historycznych PAN w kadencji 2015–2018.
Specjalista w zakresie historii najnowszej i historii Polski 1914–1939. Jego zainteresowania badawcze obejmują: społeczeństwo polskie w latach I wojny światowej, życie polityczne II Rzeczypospolitej, dzieje Lwowa w XIX i XX wieku, Kielecczyznę w latach 1914–1939 oraz środowisko byłych ziemian w Polsce po 1945.

## Wybrane publikacje
- Ruch „wywrotowy” w województwie kieleckim: 1918–1926, Kielce 1995.
- Chłopi Królestwa Polskiego w latach 1914–1918, Kielce 2003.
- Polska Komisja Likwidacyjna 1918–1919, Kielce 2010.